# Dico il vero
Dico il vero è il secondo album in studio del rapper italiano Supa. Uscito nel 2010 vanta numerose collaborazioni tra cui Fabri Fibra (in ben 2 tracce), Emis Killa, Asher Kuno, Duellz, GL Perotti, DJ Myke (MenInSkratch) e Daniele Vit ed è completamente prodotto da DJ Nais.

## Tracce
1. It-Alieni (feat. Fabri Fibra)
2. Dico il vero
3. Mille modi per fare un disco
4. Non c'è futuro (feat. Asher Kuno & Duellz)
5. Non siamo come voi (Skit)
6. Non voglio un limite (feat. Daniele Vit)
7. Into the Wild
8. Clone
9. Voglio una vita d'artista (feat. Emis Killa)
10. The Voice (Skit)
11. Diglielo (feat. Fabri Fibra)
12. SK8 or Die (feat. GL Perotti)
13. Outro (feat. DJ Myke)
14. Zeitgeist (Bonus Track)
15. Ognuno vale uno (Bonus Track)